# バナッハ＝タルスキーのパラドックス

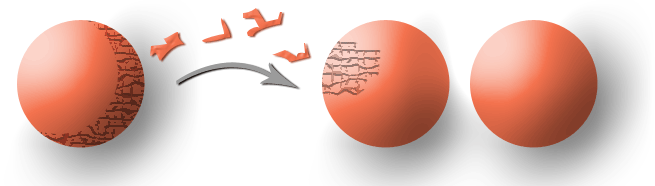
バナッハ＝タルスキーのパラドックス: 球を適当に分割して、組み替えることで、元と同じ球を2つ作ることができる。

バナッハ＝タルスキーのパラドックス (Banach-Tarski paradox) は、球を3次元空間内で、有限個の部分に分割し、それらを回転・平行移動操作のみを使ってうまく組み替えることで、元の球と同じ半径の球を2つ作ることができるという定理（ただし、各断片は通常の意味で体積を定義できない）。この操作を行うために球を最低5つに分割する必要がある。
バナッハ＝タルスキーの証明では、ハウスドルフのパラドックスが援用され、その後、多くの人により証明の最適化、様々な空間への拡張が行われた。
結果が直観に反することから、定理であるが「パラドックス」と呼ばれる。証明の1箇所で選択公理を使うため、選択公理の不合理性を論じる文脈で引用されることがある。ステファン・バナフ（バナッハ）とアルフレト・タルスキが1924年に初めてこの定理を述べたときに選択公理を肯定的にとらえていたか、否定的にとらえていたか、判断することは難しい（「この研究に対する選択公理の果たす役割は注目に値する。」(Le rôle que joue cet axiome dans nos raisonnements nous semble mériter l'attention.)としか述べていない）。なお、選択公理よりも真に弱いハーン–バナッハの定理からバナッハ＝タルスキーのパラドックスを導くことができる。また似たような話題としてシェルピンスキー・マズルキーウィチのパラドックスがあるがこちらは選択公理に依存しない。
この定理は次のように述べることも出来る。
- 球は、それ自身と同じ球二つと分割合同である。

ただし、分割合同とは以下のように定義される:
A と B をユークリッド空間の部分集合とする。
A と B が有限個の互いに交わらない部分集合の合併として
{\displaystyle A=\bigcup _{i=1}^{n}A_{i},\quad B=\bigcup _{i=1}^{n}B_{i}}
つまり、
A = A1 ∪ ... ∪ An , B = B1 ∪ ... ∪ Bn
と表すことができ、全ての i について、{\displaystyle A_{i}} と {\displaystyle B_{i}} が合同であるとき、A と B を分割合同という。
さらに、この定理から次のより強い形の系を導くことが出来る。
- 3次元ユークリッド空間の有界な部分集合で、内部が空でないもの(つまり、有限の拡がりを持ち、曲線や曲面ではないもの)を任意に二つ選んだとすると、それらは分割合同である。

言い換えると、ビー玉を有限個に分割して組み替えることで月を作ったり、電話を組み替えて睡蓮を作ったり出来る（当然のごとく材質は変えられない）、ということである。
この定理の証明で、点集合は選択公理を使ってつくられる選択集合で構成されており、各断片はルベーグ可測ではない。すなわち、各断片は明確な境界や通常の意味での体積を持たない。物理的な分割では可測な集合しか作れないので、現実にはこのような分割は不可能である。
しかしながら、それらの幾何学的な形状に対してはこのような変換が可能なのである。
この定理は 3次元以上の全ての次元においても成り立つ。2次元ユークリッド平面においては成り立たないものの、2次元においても分割に関するパラドックスは存在する:
円を有限個の部分に分割して組替える事で、同じ面積の正方形を作ることが出来るのである。これはタルスキーの円積問題(en:Tarski's circle-squaring problem)として知られている。
2次元ユークリッド平面においては、合同変換ではなく面積を保つ変換に条件をゆるめると、バナッハ＝タルスキーのパラドックスと同様な定理が成立することを、1929年にジョン・フォン・ノイマンが証明した。この定理は次のように述べることが出来る。
A と B を2次元ユークリッド空間の内点を持つ有界な部分集合とする。 A と B が有限個の互いに交わらない部分集合の合併として
{\displaystyle A=\bigcup _{i=1}^{n}A_{i},\quad B=\bigcup _{i=1}^{n}B_{i}}
と表すことが出来る。ここで、全ての  i について、面積を保つ変換 {\displaystyle f_{i}} が存在して
{\displaystyle B_{i}=f_{i}(A_{i})}
とする事が出来る。

## 証明の概要
定理の証明を与える。ここでの方法はバナッハとタルスキーによるものと似ているが全く同一ではない。証明は本質的に4つのステップに分かれる。
1. 2つの生成元を持つ自由群{\displaystyle F_{2}}の「パラドキシカルな分割」を見つける。
2. 自由群{\displaystyle F_{2}}と同型な3次元の回転群を見つける。
3. 2で作った回転群のパラドキシカルな分割と選択公理を用いて2次元球面の分割を作る。
4. 3の2次元球面の分割を3次元球の分割に拡張する。

それぞれのステップの詳細について述べる。

### ステップ1

F_{2}のケイリーグラフにおけるS(a^{−1}) とaS(a^{−1})の集合

2つの生成元aとbから生成される自由群は4つの文字a、a−1、b、b−1からなる有限の長さを持つ文字列から構成される。ここでaがa−1の直前直後に現れるような文字列は許されない。bについても同様である。2つのこのような文字列があったとき、それらの積をそれらの文字列をつなげたものと定義する。ただしそれにより「許されない文字列」が生じたときは、その部分を「空の文字列」で置き換えることで対処する。例えばabab−1a−1とabab−1aの積はabab−1a−1abab−1aとなるが、これはa−1aという「許されない文字列」を含むため、この部分を「空の文字列」で置き換えてabaab−1aとなる。このような文字列の集合はここで定義した演算によって、「空の文字列」を単位元eに持つ群になることが確かめられる。この群をF2と書く(この構造を持った群は自由群と呼ばれる)。F2の要素は有限の長さを持つ文字列であるので、F2は可算集合である(これはゲーデル数を用いて容易に証明できる)。
群{\displaystyle F_{2}}は以下のようにして「パラドキシカルな分割」が可能である: S(a)をaで始まる{\displaystyle F_{2}}の文字列全体の集合とする。S(a−1)、S(b)、S(b−1)についても同様である。明らかに、
{\displaystyle F_{2}=\{e\}\cup S(a)\cup S(a^{-1})\cup S(b)\cup S(b^{-1})}
一方
{\displaystyle F_{2}=aS(a^{-1})\cup S(a),\,}
および
{\displaystyle F_{2}=bS(b^{-1})\cup S(b).\,}
である。
aS(a−1)という表記は、S(a−1)の元の左にaをかけた文字列の全体である。
最後の行がこの証明の核心である。例えば集合{\displaystyle aS(a^{-1})}は{\displaystyle aa^{-1}b}という文字列を含む。{\displaystyle a}は{\displaystyle a^{-1}}の直前直後に現れてはいけないというルールにより、この文字列は{\displaystyle b}となる。同様に、{\displaystyle aS(a^{-1})}は{\displaystyle a^{-1}}で始まる全ての文字列を含む（例えば文字列{\displaystyle aa^{-1}a^{-1}}は{\displaystyle a^{-1}}となるため）。このようにして、{\displaystyle aS(a^{-1})}は{\displaystyle b}, {\displaystyle b^{-1}}, {\displaystyle a^{-1}}で始まる全ての文字列を含む。

### ステップ2
3次元空間の回転群でちょうど{\displaystyle F_{2}}と同じように振る舞う({\displaystyle F_{2}}と同型な)群を見つけるために、直交する2つの軸、xおよびzをとる。そしてaを「x軸を回転軸とした1ラジアンの回転」bを「z軸を回転軸とした1ラジアンの回転」に対応させる(回転の角度は1ラジアンでなくても、円周率πの無理数倍であれば何でもよい)。2つの回転a、bが操作の合成を積として{\displaystyle F_{2}}と同型になる（すなわち、何周しても二点が重ならない）ことの証明はやや煩雑だが難しくはないので、この部分は省略する。aとbによって生成される回転群をHとする。すると、ステップ１で得たパラドキシカルな分割をHに対しても適用することが出来る。HはF2と同型であるから可算集合である。

### ステップ3
単位球面S2は群Hの作用を考えることにより軌道の集合に分けることが出来る。すなわち、S2の2つの点は、一方の点を他方に移すような回転がHに存在するとき、またそのときに限り同じ軌道に属すると定めるのである(ある点の軌道がS2の稠密集合になることに注意)。同じ軌道に属するという関係はS2上の同値関係であり、その同値関係による同値類が軌道である。このようにして類別された軌道全ての集合を Λ とする。 ⋃ λ ∈ Λ λ   =   S2  であるから、選択公理により、ある選択関数 φ : Λ → S2 が存在し、 ∀ (λ ∈ Λ)   φ(λ) ∈ λ とできる。 M = {φ(λ) | λ ∈ Λ }  と置く。Mはすべての軌道からちょうど1個の点を選んで集めた S2 の部分集合である。S2 のすべての点は、あるMの点に、あるHの元を作用させることによって得ることが出来る。つまり H M = S2 が成り立つ。したがって、Hのパラドキシカルな分割は以下のようにS2の4つの部分集合A1, A2, A3, A4への分割を与える。
{\displaystyle A_{1}=S(a)M\cup M\cup B}
{\displaystyle A_{2}=S(a^{-1})M\setminus B}
{\displaystyle \displaystyle A_{3}=S(b)M}
{\displaystyle \displaystyle A_{4}=S(b^{-1})M}
ここで
{\displaystyle B=\bigcup _{i=1}^{\infty }a^{-i}M}
である。
今、球面は4つの部分集合に分割されている。以下のように、これらのうち2つの集合を回転させることで最初の2倍の球面を得ることが出来る。
{\displaystyle aA_{2}=A_{2}\cup A_{3}\cup A_{4}}
{\displaystyle bA_{4}=A_{1}\cup A_{2}\cup A_{4}}
したがって
{\displaystyle A_{1}\cup aA_{2}=S^{2}}
および
{\displaystyle A_{3}\cup bA_{4}=S^{2}}

### ステップ4
最後に、S2上のすべての点と原点とを結ぶ線分を考えると、ステップ3で考えたS2の分割は自然に球から中心点を除いた集合の分割へと拡張される。(この中心点はもう少し注意して扱う必要がある。同様に、この概要では省略したが、S2 の点の内 H に含まれる何らかの回転の軸上にあるものも特殊な扱いをする必要がある。)